# Tolga Eriş
Tolga Eriş (* 18. Februar 1972 in Istanbul) ist ein ehemaliger türkischer Fußballspieler.

## Karriere
Eriş spielte in seiner Jugend für Galatasaray Istanbul. In der Saison 1991/92 wurde Eriş in die 1. Mannschaft berufen. Sein Ligadebüt machte der Stürmer am 17. Mai 1992 gegen Bakırköyspor. Eriş wurde in der 85. Spielminute für Uğur Tütüneker eingewechselt. Im Sommer 1993 wechselte Eriş zu Zeytinburnuspor. Dort kam er jedoch nicht zum Einsatz und wechselte deshalb zur Spielzeit 1994/95 zu Istanbul BB.
Bei Istanbul BB spielte Eriş in sieben Zweitligaspielen.